# Gangonahalli, Tumkur
Gangonahalli là một làng thuộc tehsil Tumkur, huyện Tumkur, bang Karnataka, Ấn Độ.